# منگنز هپتوکسید
منگنز هپتوکسید (به انگلیسی: Manganese heptoxide) با فرمول شیمیایی Mn۲O۷ یک ترکیب شیمیایی است. که جرم مولی آن ۲۲۱٫۸۷ g/mol می‌باشد. شکل ظاهری این ترکیب، مایع روغنی قرمز تیره است.
این ترکیب بسیار اکسنده بوده و می‌تواند مواد قابل اشتعال زا شعله ور سازد. برای مثال با افزودن الکل یا آستون به این ترکیب بلافاصله شعله ور می‌شوند. سایر مواد نیمه آتش گیر مانند پنبه ، کتان و ... نیزواکنش داده ومی سوزداین ترکیب شیمیایی ازواکنش اسیدسولفوریک H2SO4وپتاسیم پرمنکناتKMnO4بدست می آید.                                                            H2SO4+2KMnO4=>Mn2O7+H2O+K2SO4
```
یک ماده بسیار نا پایدار بود بوده سعی دارد تا با واکنش با مواد تجزیه شود ‌ اگر این ماده را با اسید سولفوریک ۹۸ درصد بسازیم رنگ آن سبز لجنی می‌شود و می‌تواند اطراف خود را به رنگ بنفش در بیاورد . در اثر اضافه کردن الکل ، آستون و خانواده 
اتانول
 واکنش آتش زا داشته و حتی می‌تواند منجر به انفجار شود و خسارت های جبران ناپذیری داشته باشد ‌
```